# Комли, Брендон
Брендон Комли (англ. Brandon Comley; 18 ноября 1995, Лондон, Великобритания) — монтсерратский футболист, полузащитник английского клуба «Уолсолл» и сборной Монтсеррата.

## Биография

### Клубная карьера
Родился в районе Ислингтон, в Лондоне. В возрасте 9 лет присоединился к академии клуба «Куинз Парк Рейнджерс». 24 мая 2015 года дебютировал за основной состав команды, выйдя на замену на 80-й минуте матча последнего тура Английской Премьер-лиги против «Лестер Сити». В начале 2016 года игрок был отдан в аренду в клуб Лиги 2 «Карлайл Юнайтед», за который отыграл 12 матчей. В начале следующего сезона вновь был отдан в аренду в клуб Лиги 2 «Гримсби Таун». Вернувшись из аренды зимой, сыграл 1 матч за «Куинз Парк Рейнджерс» в Чемпионшипе, но вскоре вернулся в «Гримсби», где и доиграл сезон. В августе 2017 года на правах аренды перешёл в «Колчестер Юнайтед». После окончания срока аренды, подписал с клубом полноценный контракт.

### Карьера в сборной
В 2015 году был вызван в сборную Монтсеррата на матчи первого отборочного раунда Чемпионата мира 2018 против сборной Кюрасао, однако на поле не вышел. Дебютировал в составе сборной 8 сентября 2018 года в отборочном матче Лиги наций КОНКАКАФ против Сальвадора.